# Tostado (Santa Fe)
Tostado est une ville d'Argentine dans la province de Santa Fe ainsi que la capitale du Département de Nueve de Julio de ladite province.
Elle se trouve à 334 km au nord-ouest de Santa Fe, la capitale provinciale et à 459 km de Rosario.

## Crédit d'auteurs
- (es) Cet article est partiellement ou en totalité issu de l’article de Wikipédia en espagnol intitulé « Tostado » (voir la liste des auteurs).